# Emil Berger (Politiker)
 Emil Friedrich Berger (* 13. März 1865 in Burkersdorf; † nach 1943) war ein deutscher Konsumgenossenschafter, Politiker und Mitglied der Hamburgischen Bürgerschaft.

## Leben und Politik
Emil Berger besuchte nach der Volksschule, die er von 1871 bis 1879 absolvierte, bis 1880 die höhere Privatschule (ohne „Einjähriges“). Er machte eine kaufmännische Lehre und war in der Textilindustrie tätig. Er absolvierte anschließend zwei Jahre seinen Wehrdienst im Infanterie-Regiment Nr. 104 in Chemnitz. Bis 1896 war er Mitglied des Aufsichtsrats, ab 1896 hauptamtlicher Kassierer und später auch Vorstandsmitglied des Allgemeinen Konsumvereins Chemnitz. Mit der Errichtung des Lagers Chemnitz der Großeinkaufs-Gesellschaft Deutscher Consumvereine (GEG) am 1. Oktober 1902 trat Berger in den Dienst der GEG als Verwalter des Lagers über. In Chemnitz war er in den Jahren 1899 bis 1908 Stadtverordneter.
1908 wurde Berger ins Hauptkontor der GEG nach Hamburg als leitender Beamter berufen und in der Generalversammlung der GEG 1908 zum Prokuristen bestellt. Er war erst stellvertretender Geschäftsführer, bis er auf der Generalversammlung der GEG 1914 in Bremen zum Geschäftsführer gewählt wurde. Er löste als Sozialdemokrat den politisch neutralen Kaufmann Ernst August Scherling ab. Ihm war nun die für die Finanzierung der sozialistischen Konsumgenossenschaftsbewegung wichtige Bankabteilung unterstellt, zudem war er verantwortlich für das Kassen- und Buchhaltungswesen der GEG. Mit diesem Wechsel in der Geschäftsleitung der GEG war auch personell die sozialistische Ausrichtung der GEG vollzogen. Berger blieb bis zu seiner Pensionierung 1930 Geschäftsführer. Bei seinem Ausscheiden wurde er in den Aufsichtsrat der GEG gewählt.
In seiner Zeit als Geschäftsführer war Berger auch Mitglied der konsumgenossenschaftlichen Fortbildungskommission und Mitglied des Aufsichtsrates der gewerkschaftlich-konsumgensossenschaftlichen Versicherungen Volksfürsorge und Eigenhilfe.
Berger gehörte für die SPD der Hamburgischen Bürgerschaft von 1919 bis 1921 an. 1943 siedelte er zurück nach Colditz in Sachsen.